# Andrea Coen
Andrea Coen, né à Rome, le 22 novembre 1960, est un claveciniste, organiste, pianofortiste et musicologue italien. Il fonde l'Ensemble Seicentonovecento avec Flavio Colusso. En 1971, il devient organiste titulaire de l'Église San Giacomo in Augusta de sa ville natale.

## Biographie
Andrea Coen est diplômé en lettres (section musicologie) de l'Université La Sapienza de Rome en 1985, et il obtient son diplôme de clavecin en 1987 au Royal College of Music de Londres. Il se spécialise au clavecin avec Emilia Fadini, Ton Koopman, David Collyer et Daniel Chorzempa ; à l'orgue avec Wijand Van De Pol et au  pianoforte avec Alan Curtis, Glen Wilson et Piero Rattalino. Il est un spécialiste de la musique du clavier du dix-huitième siècle, dont il a rédigé des éditions critiques et qu'il a enregistré fréquemment. De Domenico Cimarosa, plus connu comme compositeur d'opéra, il a écrit l'édition critique des 88 sonates pour clavecin ou pianoforte (qu'il a aussitôt proposées en concert, puis enregistrées), de même que l'édition critique des Sextets, révélant ainsi l'importance aussi de ce dernier en tant que compositeur de musique instrumentale. Il publie également l' Intavolatura di Ancona (1644) et plusieurs volumes sur l'Opera Omnia de Muzio Clementi. Il travaille sur la première édition moderne de L’estro poetico-armonico de Benedetto Marcello. Coen est professeur titulaire de clavecin à L’Aquila’s State Conservatory, et a été invité aux universités de Yale, Cornell et Austin pour des récitals, des conférences et des classes de maître. 
En tant que claveciniste, organiste et fortepianiste, il s'est produit à Rome dans les saisons de l'Académie nationale Sainte-Cécile ; lors de la tournée de Maggio Musicale Fiorentino à Abu Dhabi et Dubaï ; au Festival de Beaune en France ; au Festival de musique ancienne d'Innsbruck ; au Theater an der Wien à Vienne, au Festival Bach à Riga, en Lettonie ; le Festival de Val Vlaanderen à Lommel, en Belgique ; au Festival de Bratislava, en République tchèque.

## Discographie
Andrea Coen a enregistré en soliste, en musique de chambre et en ensemble, pour Brilliant Classics, DHM, Dynamic, EMI, Flatus Recording et Stradivarius. 

### Soliste
- Cimarosa, Sonates pour pianoforte, vol. 1 (C.1–44) ; vol. 2 (C.45–71) ; vol. 3 (C.72–88) - Andrea Coen, pianoforte Schantz c.1800 (, 14-16 octobre 1997, 2002, Stradivarius STR 33414 ; STR 33415 ; STR 33416) (OCLC 964701476 et 156297499)
- Antegnati, Œuvres pour orgue (Stradivarius STR 33604) (OCLC )
- Veracini, Corelli, Dissertations sur l'opus V (Stradivarius STR 33604)
- Giustini, 12 sonates pour clavecin ou pour le forte-piano (2-7 février 2009, 3 CD Brilliant Classics 94021)
- Scarlatti, Sonates pour viole d'amour et clavecin (Brilliant Classics)
- Telemann, Fantaisies pour clavecin (3 CD Brilliant Classics)

### Musique de chambre
- Locatelli, Sonates op. 5 - L'Arte dell'arco : Giovanni Guglielmo et Federico Guglielmo, violons ; Pietro Bosna, violoncelle, Andrea Coen, clavecin (16 novembre 1995, Musicaimmagine Records MR 10004) (OCLC 41029638)
- Cimarosa, Concerts, sextuor, Quatuors - L'Arte dell'arco : F. Guglielmo, Andrea Coen, pianoforte Clementi c. 1815 ; Laura Pontecorvo, flûte traversière I ; Marta Mazzini, flûte traversière II ; Paolo Pollastri, hautbois ; Mara Galassi, harpe ; Vittorio Ghielmi, viole de gambe ; L'Arte dell'Arco, dir. Federico Guglielmo (mars 2001, Stradivarius STR 33604) (OCLC 54779710)
- Marcello, Sonates pour flûte et basse continue - Enrico Casularo, flûte traversière ; Anne Kirchmeier-Casularo, flûte à bec ; Andrea Coen, orgue (avril 2001, Flatus Recording FS 0104-09) (OCLC 718729064)
- Robert Valentine, sonates pour flûte (Flatus Recording)
- Compositeurs vénitiens du XVIIIe siècle : sonates pour flûte (Flatus Recording)
- Porpora, Sonates pour violon et basse XII - G.Guglielmo, violon ; P.Bosna, violoncelle ; Andrea Coen, clavecin (2 CD Dynamic DYN CDS 202)
- Clementi, Trios op. 21 et 22 - E. Casularo, flûte ; V. Paternoster, violoncelle ; Andrea Coen, clavecin (10007 2)
- CPE Bach, Musique de chambre avec clavecin
- CPE Bach, Sonates pour piano et violon
- Quantz, Trio et sonates concertos
- CPE Bach, Variations pour pianoforte (2 CD Brilliant Classics 95305)
- Filippo Ruge, Sonates et Concertos
- Pergolesi, Leo, Symphonies et Sonates - V. Paternoster et P. Bosna, violoncelle, Andrea Coen, clavecin (10015 2)
- Clementi, Sonate pour flûte et pianoforte - L. Pontecorvo, flûte ; Andrea Coen, pianoforte Broadwood c. 1825 (Dynamic DYN CDS 224)
- Arcadelt, Carissimi - Seicentonovecento Villa Médicis, Ensemble Seicentonovecento, F.Colusso, Andrea Coen, orgue et flûte (25 ORFO)
- Georg Friedrich Haendel, Salvatore Lanzetti, Pour la voix et violoncelle - L. Loell, mezzo ; C. et J. Ronco Mondor, violoncelle ; Andrea Coen, clavecin et orgue (CLDSR 001)
- Arcadelt, La belle Manner - Ensemble Seicentonovecento, F.Colusso, Andrea Coen, orgue et flûte (MR 10045)
- Tartini, Cinq dernières sonates - G. Guglielmo, violon; Andrea Coen, clavecin (MRM 101)
- Giuseppe et Sammartini, Concerts et Sonates (Brilliant Classics)

### Au continuo
- Les castrats au temps de Mozart : J-Ch. Bach, Mozart, Cherubini, Jommelli - Aris Christofellis, soprano ; Ensemble Seicentonovecento, dir. Flavio Colusso ; Andrea Coen, clavecin (octobre 1994/avril 1995, EMI 5 56134 2) (OCLC 1071787981)
- Haendel, Vivaldi, Fier de moi - Aris Christofellis, soprano ; Ensemble Seicentonovecento, dir. Flavio Colusso ; Andrea Coen, clavecin et orgue (EMI 5 55194 2) (OCLC )
- Pergolesi, Hasse, Que rossignol - Aris Christofellis - Ensemble Seicentonovecento, F.Colusso, Andrea Coen, clavecin et orgue - EMI 5 56134 2
- Vivaldi, Quatre saisons - I Solisti italienne, Anadrea Coen, orgue (Denon CO 80539)
- Carissimi, Oratorios (intégrale) - Ensemble Seicentonovecento, dir. Flavio Colusso ; Andrea Coen, clavecin, orgue et royal (1994 à 1996, 9 CD Musicaimmagine Records MR 10020) (OCLC 39217675)
- Facco, Pensieri Adriarmonici, 6 concerti op. 1 - L'Arte dell'Arco, dir. Fedrico Guglielmo, Andrea Coen, clavecin et orgue (1999, DHM 77 514 2) (OCLC 313723963)
- Pasquale Anfossi, La naissance du Rédempteur, L. Petroni, A. M. Ferrante - Ensemble Seicentonovecento, F. Colusso, A. Coen, orgue (2 CD MR 10018)